# George Oliver (Mediziner)

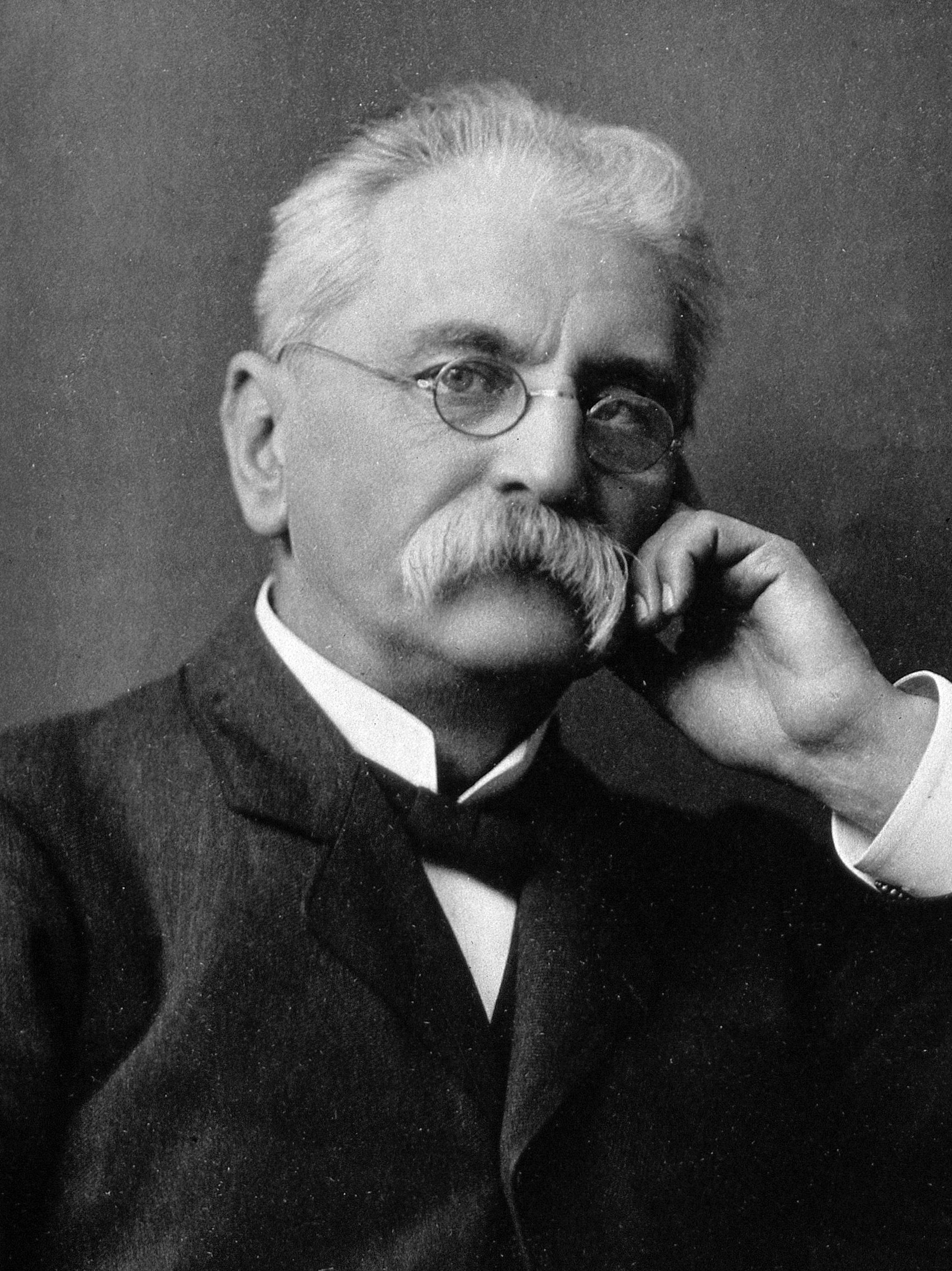
George Oliver

George Oliver (* 13. April 1841 in Middleton-in-Teesdale, Grafschaft Durham; † 27. Dezember 1915 in Farnham, Grafschaft Surrey) war ein englischer Arzt und 1893 bis 1895 Mitentdecker des Nebennierenmark-Hormons Adrenalin und des Neurohypophysen-Hormons Adiuretin.

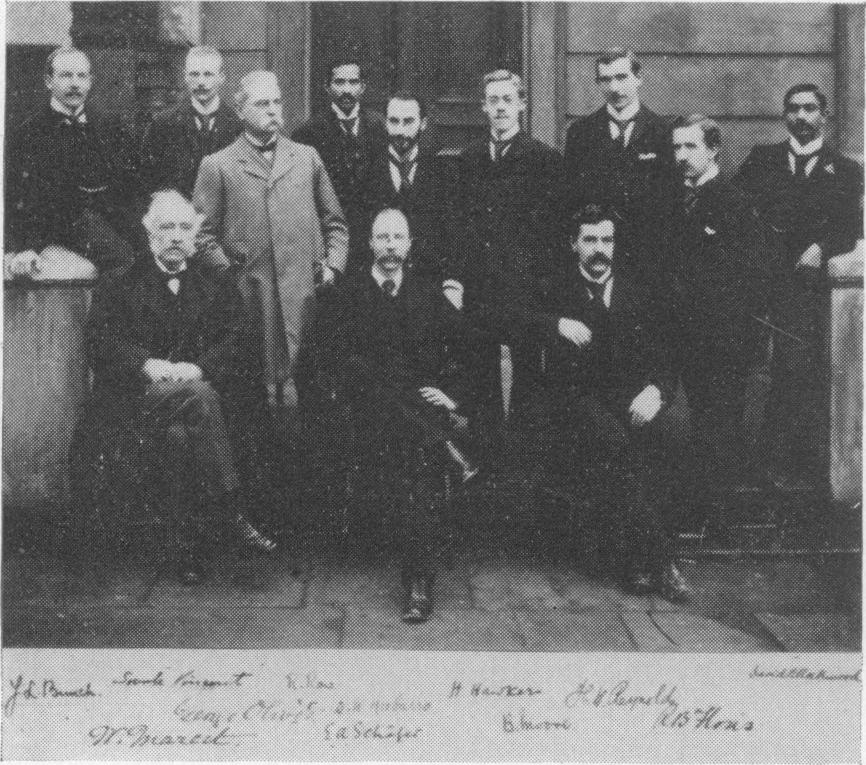
Mitglieder des University College London um 1895. Schäfer vorn in der Mitte, Oliver links hinter ihm in hellem Mantel.

## Leben
Oliver studierte am University College London Medizin und wurde 1873 zum M.D. promoviert. Von seinen Lehrern beeindruckte ihn besonders der Anatom und Physiologe William Sharpey (1802–1880). Von 1875 bis 1908 arbeitete er als niedergelassener Arzt in Harrogate, einem Kurort in der Grafschaft North Yorkshire. Die Winter verbrachte er meist in London, wo er an den Aktivitäten der medizinischen Gesellschaften teilnahm und selbst forschte. 1887 wurde er Mitglied des Royal College of Physicians. 1901 kaufte er in Farnham ein Haus, in dem er sich 1908 zur Ruhe setzte. Mit seiner Frau Alice hatte er einen Sohn und eine Tochter. Er wurde am 31. Dezember 1915 in dem Farnham nahen Dorf Tilford bei der kleinen Kirche begraben, „die er so regelmäßig besucht hatte“.
Oliver experimentierte und schrieb viel. Er konstruierte Geräte zur Messung des Hämoglobins im Blut, des Blutdrucks und des Durchmessers hautnaher Arterien. Ein Buch „Harntests am Krankenbett“ erschien in mehreren Auflagen; er entwickelte dazu „Olivers Teststreifen“. Auch ein Buch „Blutdruck“ erlebte mehrere Auflagen. Zu seinen Entdeckungen kam er vermutlich aus der zeitgenössischen Vorstellung einer „Organtherapie“ heraus, nach der Organe wirkkräftige Substanzen enthielten, deren therapeutischen Nutzen es herauszufinden galt.

## Die Entdeckung des Adrenalins
Hauptsächlich mit dieser Entdeckung, 1893/94, hat sich Oliver in die Medizin- und Biologiegeschichte eingeschrieben. Mitentdecker war Edward Albert Schäfer (1850–1935), den William Sharpey ebenfalls beeindruckt hatte, der von 1883 bis 1899 seinerseits Physiologieprofessor am University College London war und der 1918 seinem Familiennamen „Schäfer“ den Namen „Sharpey“ voransetzte, so dass er seitdem „Edward Albert Sharpey-Schäfer“ hieß.
Henry Hallett Dale (1875–1968), der zu Beginn des 20. Jahrhunderts am University College arbeitete, einige der wichtigsten Publikationen über Adrenalin und seine Verwandten schrieb und mit Otto Loewi 1936 den Nobelpreis für Physiologie oder Medizin teilte, hat die Entdeckung 1937 in einem Vortrag in Edinburgh so erzählt (wie alle Zitate aus dem Englischen):

„Dr. Oliver – so hat man mir berichtet – war ein praktischer Arzt mit einer Begabung zum Erfinden einfacher Apparate für Versuche an Menschen. So hatte er ein kleines Instrument gebastelt, mit dem man, so behauptete er, durch die intakte Haut hindurch den Durchmesser von Arterien messen konnte, etwa der Arteria radialis am Handgelenk. Er scheint an seiner Familie experimentiert zu haben. An einem jungen Sohn testete er die Wirkung der subkutanen Injektion von Extrakten tierischer Drüsen. … Wir haben uns also Professor Schäfer im alten Physiologischen Labor des University College vorzustellen, einem schäbigen Winkel verglichen mit unseren modernen Standards, wie er die Messung des arteriellen Blutdrucks an einem narkotisierten Hund beendet. … Zu ihm tritt Dr. Oliver mit der Geschichte von den Tests an seinem Sohn, besonders dass subkutane Injektion eines Glycerinextrakts aus Rinder-Nebennieren die Arteria radialis eindeutig verengerte. Professor Schäfer soll ungläubig gewesen sein, die Beobachtung für eine Selbsttäuschung gehalten zu haben. … Ich denke wir können ihn nicht tadeln; mit allem was wir heute über die Wirkung des Extrakts wissen – wer würde glauben, dass seine subkutane Injektion die Radialarterie eines Jungen messbar verengerte? Dr. Oliver aber ist hartnäckig; der Professor sei doch gerade bei einem Kreislaufversuch an einem Hund, und zumindest schade es nichts, wenn er etwas von dem Nebennierenextrakt intravenös spritze. Professor Schäfer macht die Injektion in Erwartung einer triumphalen Demonstration von nichts (expecting a triumphant demonstration of nothing) und muß sehen – gleich einem Astronomen, wenn ein neuer Planet in seinen Gesichtskreis schwimmt, wie das Quecksilber rasant auf eine ungeahnte Höhe steigt, fast aus dem peripheren Schenkel des Manometer-U-Rohrs heraus. So wurde das aktive Prinzip der Nebenniere entdeckt, das später als Inhaltsstoff ausschließlich des Nebennierenmarks erkannt und noch später rein, kristallin dargestellt und ‚Epinephrin‘ oder ‚Adrenalin‘ genannt wurde.“

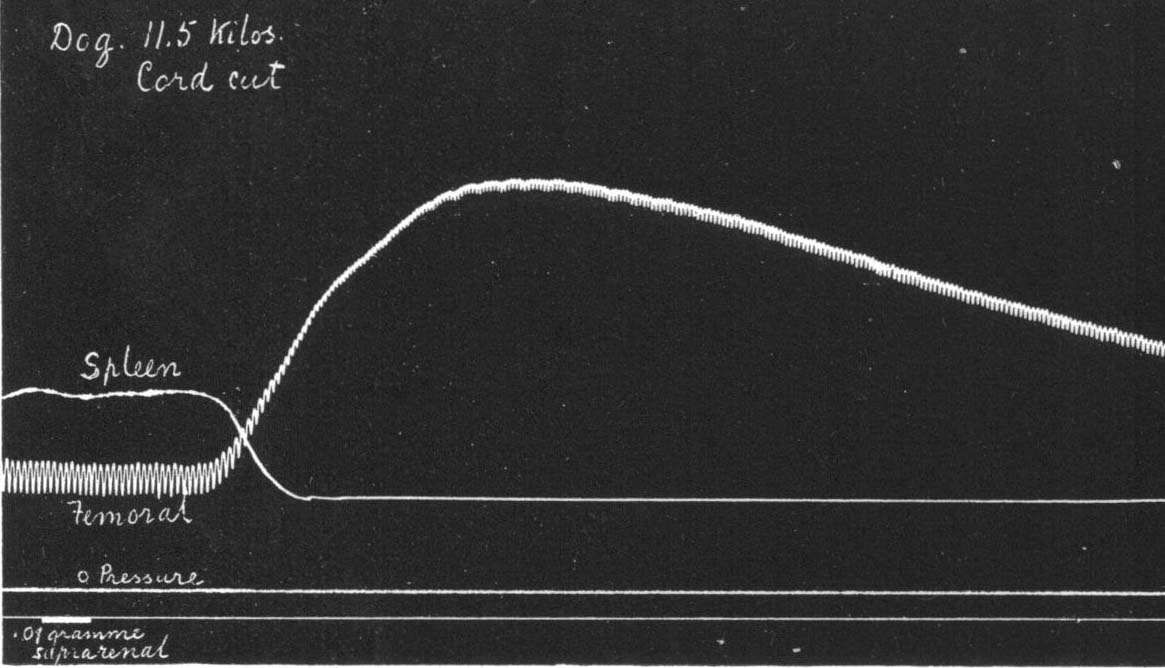
Versuch von Oliver und Schäfer: Adrenalin erhöht den Blutdruck und bringt die Milz zur Kontraktion.

Dale erzählte das in einer „Sharpey-Schäfer Memorial Lecture“, gestiftet zum Andenken an den Mitentdecker des Adrenalins. Doch so bekannt die Geschichte ist, wiederholt zum Beispiel von Dale selbst und in dem monumentalen Werk „Brenzkatechine und andere sympathicomimetische Amine“ von Peter Holtz (1902–1970) und Dieter Palm (1924–2005), ihr Wahrheitsgehalt steht nicht außer Zweifel. Dale selbst sagte vorsichtig, er berichte, was im University College tradiert wurde, und wunderte sich über die Erkennbarkeit einer Verengerung der Arteria radialis. Olivers Nachkommen, befragt, wussten nichts von Experimenten an seinem Sohn. Schließlich widerspricht Dales mehrfache Erwähnung von subkutanen Injektionen den Berichten der Beteiligten. Oliver selbst schrieb 1895 in der Publikation seiner ersten therapeutischen Versuche: „Während des Winters 1893/94 untersuchte ich mit einem selbst konstruierten Instrument, dem Arteriometer, Stoffe darauf, ob sie den Durchmesser von Arterien änderten. Ich fand, dass orale Gabe (administration by the mouth) von Glycerinextrakten der Nebennieren von Rindern und Schafen stark vasokonstriktorisch wirkte.“ Ebenso Schäfer dreizehn Jahre später: „Im Herbst 1893 besuchte mich in meinem Labor im University College ein mir unbekannter Herr, der sich als Dr. George Oliver vorstellte. Er wollte mit mir die Ergebnisse einiger Versuche besprechen, in denen er an Menschen die Wirkung von Extrakten tierischer Organe, oral verabfolgt, auf die Blutgefäße untersucht hatte, und zwar mit zwei selbst konstruierten Instrumenten, einem Blutdruckmessgerät und einem Arteriometer zur exakten Bestimmung des Durchmessers der Arteria radialis oder anderer oberflächlicher Arterien.“ Wirkungen von Adrenalin nach oraler Gabe sind höchst unwahrscheinlich. Einige Details der berühmten Entdeckungsgeschichte sind wohl Legende.
Am 10. März 1894 traten Oliver und Schäfer bei einer Tagung der Physiological Society in London mit ihren Tierversuchen zum ersten Mal an die Öffentlichkeit: „Die Nebennieren geben an kaltes oder heißes Wasser, an Alkohol oder Glycerin eine Substanz ab, die auf die Blutgefäße, das Herz und die Skelettmuskeln eine höchst kräftige Wirkung ausübt …“ Im Jahr darauf folgte ein 46-seitiger Aufsatz, im Stil der Zeit ohne Statistiken, aber mit präziser Schilderung vieler einzelner Versuche und 25 Aufzeichnungen auf Ruß-Kymographen, die zum Beispiel neben der Blutdrucksteigerung eine reflektorische Bradykardie und eine Kontraktion der Milz dokumentieren. „Es scheint nach diesen Untersuchungen sicher, dass die Nebennieren, obwohl ohne einen Ausführungsgang, sezernierende Drüsen sind. Das Material, das sie bilden und das jedenfalls in seiner aktiven Form nur im Mark vorkommt, übt bemerkenswerte Wirkungen auf Muskelgewebe aus, besonders auf das Herz und die Arterien. Es erhöht den Tonus der Muskelgewebe, und zwar zumindest vorwiegend durch eine direkte Wirkung.“ Schon 1895 erschien auch die oben erwähnte erste Publikation therapeutischer Versuche, die allerdings aus heutiger Sicht zum Teil hoffnungslos waren, wenn Oliver seine Präparate zum Beispiel zwei Patienten mit Diabetes mellitus, einem Patienten mit Diabetes insipidus und einem Patienten mit Exophthalmus bei Basedowscher Krankheit gab. Jedoch war die Oliver-Schäfer Entdeckung nicht nur für die Grundlagenforschung außerordentlich wichtig, die erste Identifizierung eines Hormons überhaupt, sondern auch für die Therapie. So erfolgreiche Medikamente wie die Betablocker und die β2-Adrenozeptor-Agonisten gehen auf sie zurück.

## Die Entdeckung des Adiuretins
Unmittelbar auf ihren 46-seitigen Aufsatz im Journal of Physiology 1895 ließen Oliver und Schäfer eine „Vorläufige Mitteilung“ folgen. „Gleichzeitig mit unseren Untersuchungen über die Wirkungen von Nebennieren-Extrakten haben wir ähnliche Untersuchungen mit Extrakten anderer Drüsen durchgeführt, vor allem der Hypophyse.“ Der Hypophysenextrakt steigerte den Blutdruck. Dies war die erstentdeckte Wirkung des Adiuretins, deretwegen es auch „Vasopressin“ heißt.